# Тяй (річка)
Тяй (в'єт. Sông Chảy "річка, що біжить", кит.: 斋河 "швидка річка") — велика річка на півночі В'єтнаму. Близько 10 км річки утворюють природний кордоном між В'єтнамом і КНР. Права притока річки Ло.

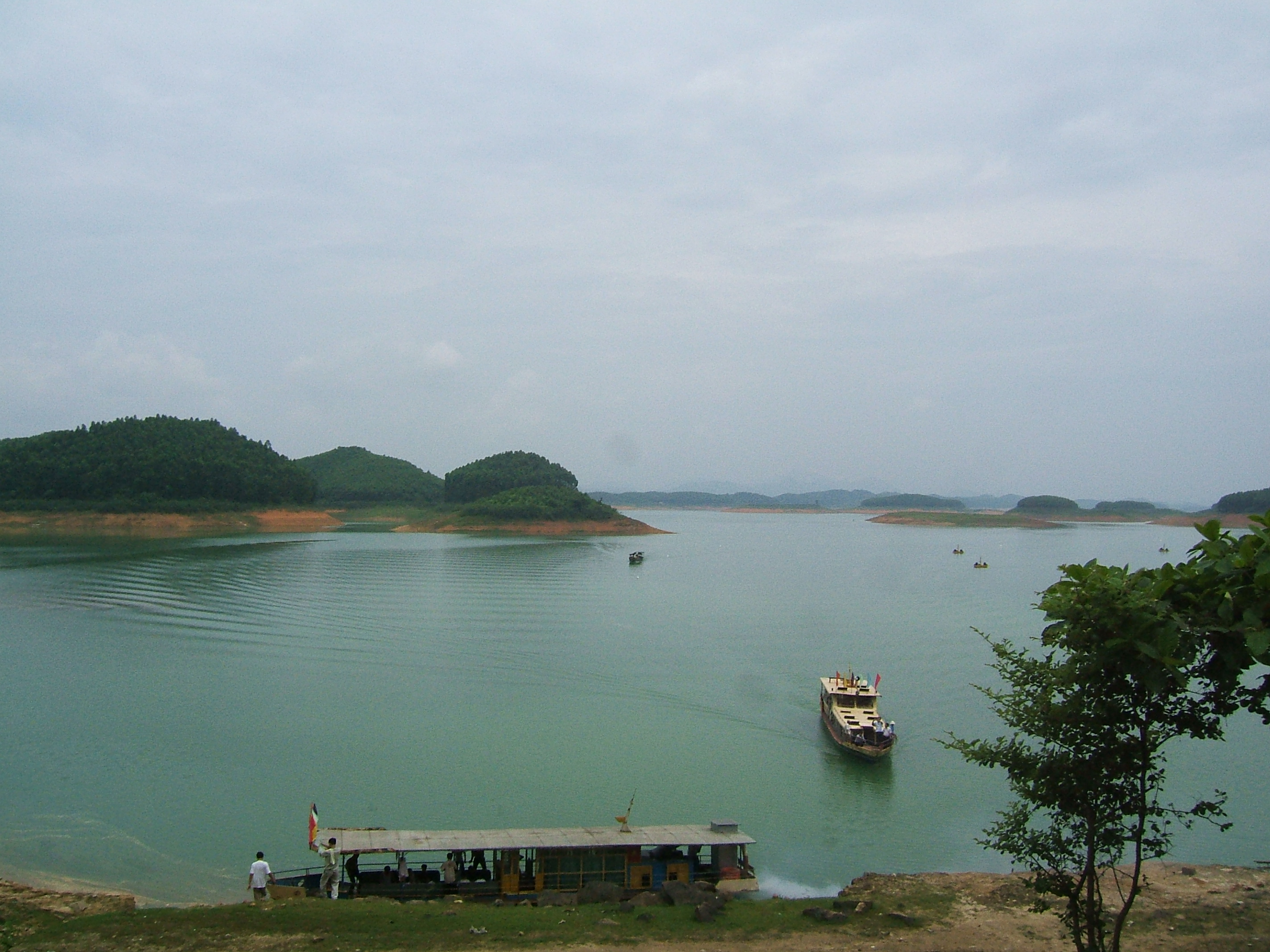
Водосховище Тхакба

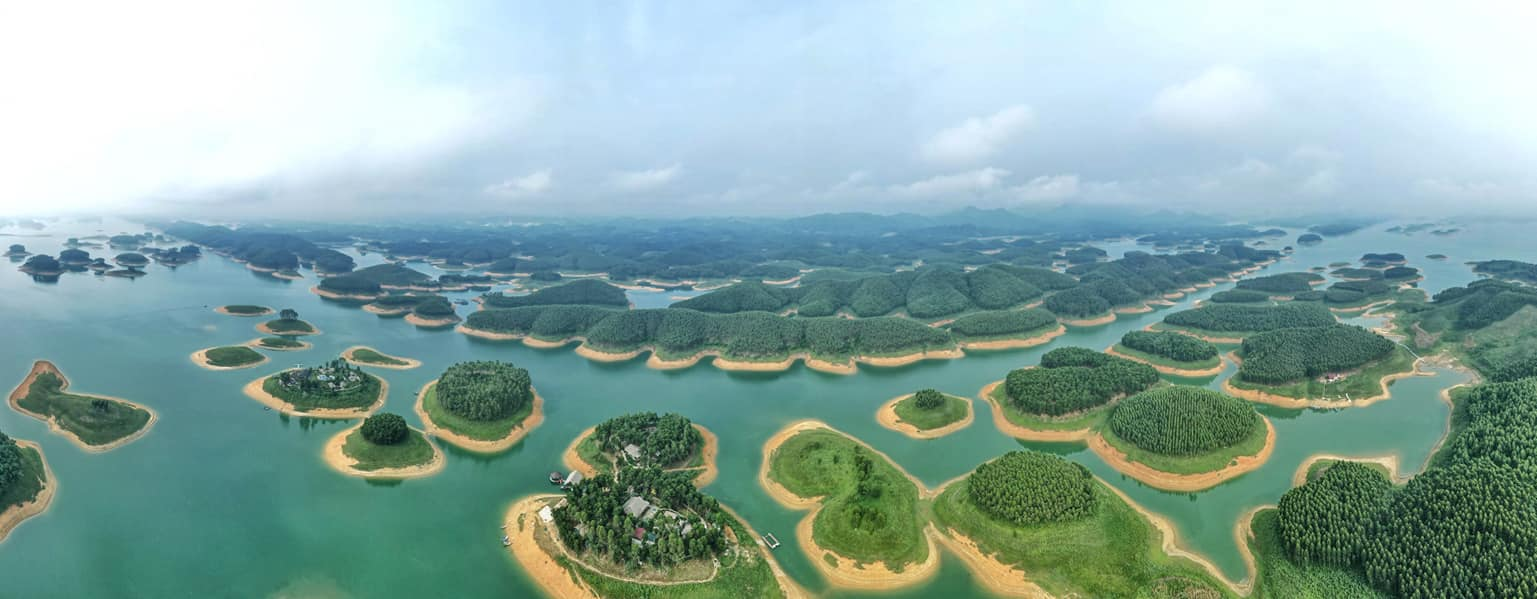
Острови на водосховищі Тхакба

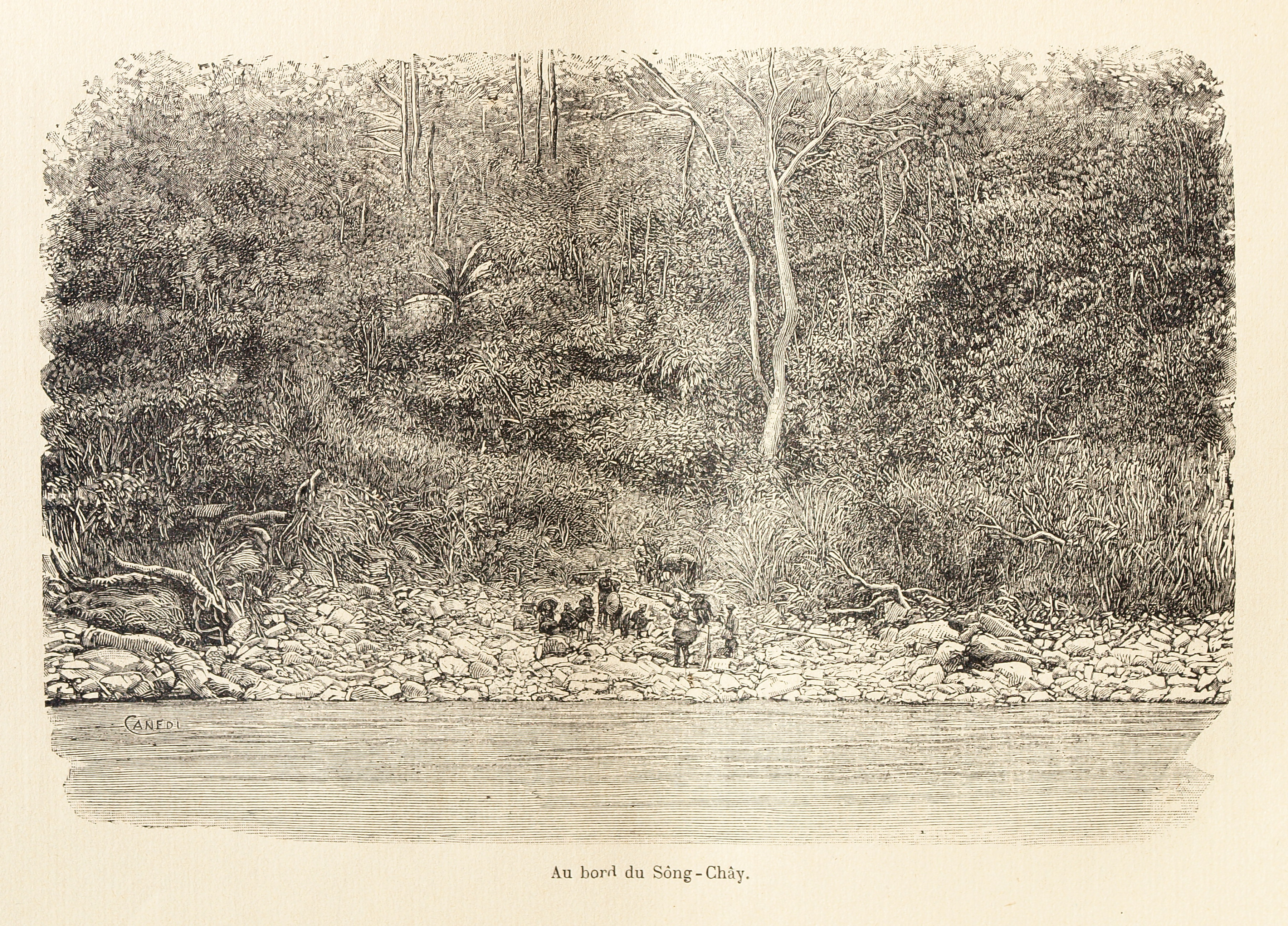
Гравюра річки Тяй у роботі місіонера Леона-Ксав’є Жирода

В адміністративному відношенні протікає територією провінцій Хазянг, Лаокай, Єнбай і Футхо. Довжина річки становить 319 км; площа водозбірного басейну – 4580 км². Середня витрата води — 192 м³/с. На річці розташоване велике водосховище Тхакба, яке було утворено в результаті будівництва однойменної гідроелектростанції.
На річці стоять в'єтнамські повітові міста Вінькуанг, Сінман, Форанг, Доангхунг.